# Авинурме (волость)
Волость А́винурме (эст. Avinurme vald) — бывшая волость в Эстонии. Находится на юго-западной окраине уезда Ида-Вирумаа, граничит на востоке с волостью Лохусуу, на севере — с волостью Тудулинна, на западе — с уездом Ляэне-Вирумаа, на юге — с уездом Йыгевамаа. Площадь волости — 190 км², численность населения на 1 января 2015 года составляла 1 247 человек.
Административный центр волости — посёлок Авинурме. Также на территории волости находится 16 деревень: Адраку, Алекери, Каэвуссааре, Кийсса, Кырве, Кырвеметса, Кыверику, Лаэканну, Лепиксааре, Маэтсма, Пааденурме, Сялликсааре, Таммессааре, Ульви, Вади и Энниксааре.